# Jørgen Rosenkrantz (1607-1675)
 For alternative betydninger, se Jørgen Rosenkrantz. (Se også artikler, som begynder med Jørgen Rosenkrantz)
Jørgen Rosenkrantz (11. juni 1607 – 8. januar 1675) var en dansk adelsmand og skoleforstander. Hans forældre var den lærde Holger Rosenkrantz og Sophie Axelsdatter Brahe. Han blev opkaldt efter bedstefaderen rigsråd Jørgen Ottesen Rosenkrantz. Han fødtes på slægtens østjyske herregård Rosenholm, hvor han også blev undervist i den skole, som faderen drev på dette sted. Som 11-årig blev han sendt til Sorø Akademi sammen med den 4 år yngre lillebror Erik. Som alle andre adelsmænd var han siden på en række udlandsrejser, der blandt andet bragte ham til London og Oxford 1627-28, Paris 1631, Orleans 1632. Som embedsmand fik han en hæderlig karriere. I 1633-37 var han sekretær i Danske Kancelli, 1648-53 rentemester, 1651 medstifter af Det grønlandske Handelskompagni og øverste rentemester, 1653-65 hofmester på Sorø Akademi, 1653-69 lens- og amtmand på Børglum kloster, 1653 forstander for Herlufsholm, 1665 forstander for Sorø Akademi.
Jørgen Rosenkrantz var en lærd mand, måske den der lignede faderen mest. Han lagde stor iver i at få de to skoler Sorø og Herlufsholm til at fungere. Under svenskekrigene i 1658-60, hvor rigets penge især gik til hær og flåde, drev han skolerne for egne midler. Dette kombineret med en dårlig økonomisk sans gjorde, at han endte som fallent. Efter enevældens indførelse måtte han gang på gang sælge ud af godset. Det sidste gods Kjeldgård solgtes 1668. Ved hans død gik arvingerne fra arv og gæld. Alle hans efterkommere, bortset fra dem der giftede sig fordelagtigt, kom dermed til at rangere i lavadelens rækker.
Jørgen Rosenkrantz giftede sig 12. august 1637 med Christence Juel (1612-80). Han ligger begravet i Sorø Klosterkirke. Blandt hans afkom må navnlig fremhæves bogsamleren Jens Rosenkrantz (1640-95) til Favrskov.